# Sudeshna

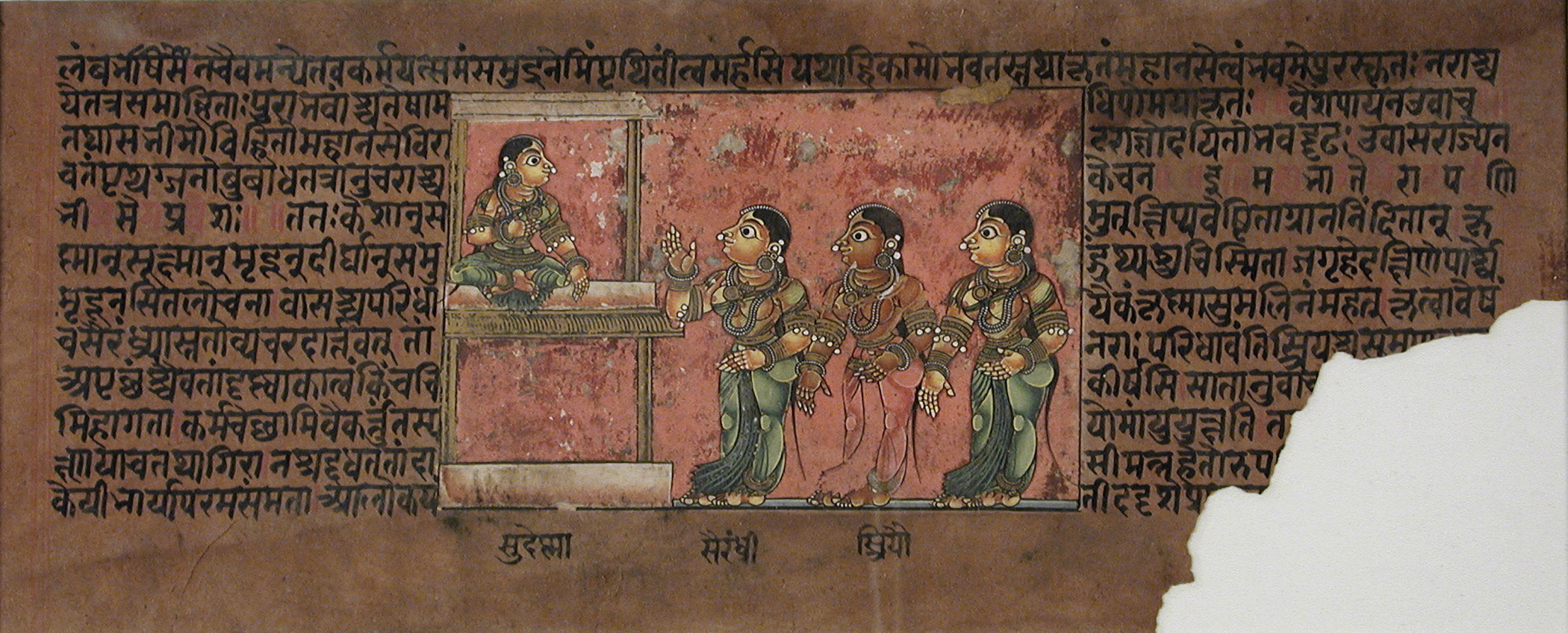
La reine Sudeshna saluée par Draupadi et d'autres dames de compagnie.

Dans l'épopée hindoue Mahabharata, Sudeshna (sanskrit : सुदेष्ना ; IAST : Sudéṣṇā) est la femme du roi Virata, dans la cour duquel les Pandava se cachent durant une année de leur exil. Sudeshna est la mère d'Uttar, Uttara, Shveta et Shankha. Elle a un frère nommé Kichaka et un beau-frère nommé Shatanika.
Le royaume d'origine de Sudeshna n'est pas précisé dans le Mahabharata. Cependant, comme son frère aîné Kichaka est commandant en chef de l'armée du royaume de Matsya (en), on suppose que Sudeshna est d'origine matsya.